# Kulturalizm (socjologia)
Kulturalizm – pogląd na świat; twórcą nurtu jest Florian Znaniecki, polski filozof i socjolog.
Pogląd zbudowany na założeniach związanych z refleksją nad zjawiskami kultury, jak również przy okazji „konfliktu” dwóch światopoglądów realistycznego i idealistycznego. Dwa najistotniejsze nurty w filozofii identyfikowane jako idealizm i realizm wydają się być niewystarczające do określenia ogólnej wizji świata. Zjawiska kulturowe były opisywane w różnym świetle w obu nurtach, jednakże Znaniecki uważał, że powinny być one traktowane w odrębnych kategoriach, nie jako ich część, ale właśnie jako osobną całość, jako nową tradycję uprawiania filozofii. Stwierdził on, że owo nowe spojrzenie dotyczące sposobu uprawiania filozofii doprowadzi do pożądanych zmian i narodzenia się nowej tradycji filozoficznej.
Znaniecki uważał, iż kultura odgrywa w życiu człowieka ogromną rolę, ma znaczący wpływ na poglądy, sposób postrzegania świata czy hierarchię wartości, którą posługują się ludzie. Tak tworzyła się niezależna dziedzina założeń teoretycznych, jak i praktycznych, pozostająca jednakże poza tradycyjną opozycją  idealizmu i realizmu, nasuwając tym samym odmienny pogląd na świat i kulturę. Tyczy się to zarówno zagadnień kulturowych z przeszłości, jak i współczesnych. Znaniecki ukazał, że możemy mieć światopogląd wartościowy empirycznie, a zarazem spójny logicznie; określił go właśnie mianem kulturalizmu.
W nurcie tym wszelkie wartości są względne. Wszystko się zmienia, przekształca wraz z upływem czasu. Tworzony obraz świata jest wartością historyczną i ma charakter cykliczny - zmienia się, jest w ruchu, jeden pogląd zostaje zastąpiony nowszym. Zmiany te mogą występować w różnym nasileniu, jedne szybciej, drugie wolniej. Niemniej jednak ewolucja kulturalna będzie się posuwać nieustannie naprzód z coraz większym natężeniem. Jest to udziałem również teorii naukowych, także dotyczących świata. Tym samym przyrodę możemy oceniać już tylko przez pryzmat owych teorii, czyli poprzez kulturę, ponieważ to ona właśnie wytworzyła całą naszą wiedzę.
Kultura jest nagromadzeniem (przez setki tysięcy lat życia kulturowego) niezliczonych zwyczajów, poglądów, tradycji, co sprawia, że człowiek nie jest w stanie opisać czy spostrzegać inaczej przyrody niż przez „pryzmat kultury”. Nie jest zdolny oddziaływać inaczej niż kulturowo określonymi sposobami, ponieważ cały świat jest nią przeniknięty. Nie możemy „wyjść” poza kulturę. Nawet jeżeli nie zgadzamy się z jej tradycją i założeniami, świadomie chcąc ją odrzucić będziemy oceniać i postrzegać właśnie przez jej pryzmat. Kultura kształtuje nasze myślenie, wpływa na nie w znaczący sposób, otacza nas. Posiadamy ogromny bagaż doświadczeń, towarzyszy on nam przez całe życie i jesteśmy przez niego uwarunkowani. Tym samym tkwimy w kulturze, otoczeni przez poglądy, teorie, wartości, które dawno odeszły, a mimo to one wciąż na nas oddziaływają. Jest w nas to dogłębnie zakorzenione. Chcąc nawet wyobrazić sobie lub przeanalizować jakieś zjawisko, problemy czy nawet innych ludzi analizujemy poprzez analogię ich świadomości z naszą i utożsamiamy ich obraz świata z naszym obrazem, co znaczy, że patrzymy na dany problem poprzez nasze uwarunkowania kulturowe. Odkąd sięgamy pamięcią wstecz - jesteśmy w świecie kultury. Dotyczy to również nowych doświadczeń, z których każde ma wpływ na treść naszych pierwotnych wspomnień. Przez całe życie bierzemy udział w przekształceniu kulturowym.
Nie możemy od kultury odejść, możemy za to badać ją i obserwować, jak się zmienia - ewoluuje. Mamy predyspozycje do analizowania relacji pomiędzy człowiekiem i kulturą dziejących się na przestrzeni wieków - jak jednostka wpływa na nią i vice versa. Kultura staje się światem wartości, wiedza zostaje zatopiona w niej oraz jest źródłem wszystkiego, czego doświadczamy. Staje się ona swoistą kolebką wiedzy, z której czerpiemy informację kształtujące nasz światopogląd i wzory zachowań. Nie zdajemy sobie przy tym sprawy, jak wielki wpływ na nas ma kultura obecna oraz przeszła.